# Seligeria carniolica
Seligeria carniolica là một loài rêu trong họ Seligeriaceae. Loài này được (Breidl. & Beck) Nyholm mô tả khoa học đầu tiên năm 1969. Đây là một loài rêu hiếm trên thế giới.

## Mô tả
Cây rêu rất nhỏ, cao vài milimet, có màu nâu và mọc thành từng mảng. Lá dưới nhỏ và hình mác trong khi lá trên dài hơn nhiều. Rêu này sinh sản hữu tính từ bào tử. Cấu trúc sinh sản có thân dày, màu đỏ và nang bào tử có hình kèn loe. Nó cũng có thể tạo ra các mầm nguyên ty hay mầm tản dạng sợi (protonemal gemmae), một phương tiện sinh sản vô tính khi được nuôi cấy trong phòng thí nghiệm, mặc dù chúng chưa được nhìn thấy ngoài tự nhiên.

## Sinh thái học
Seligeria carniolica được tìm thấy ở hai loại môi trường sống, cả hai đều dựa vào các dòng nước gần đá vôi nơi rêu có thể thường xuyên ngập nước. Ở Pháp, rêu mọc giữa các tinh thể calcit hình thành trên các mỏm đá vôi bị nước bào mòn. Ở Na Uy và Anh, rêu được tìm thấy trên đá vôi hoặc những vật liệu chứa calci, đặc biệt là calci carbonat khác trong các dòng suối râm mát nơi rêu có thể thường xuyên ngập nước. Nó có thể tồn tại trong các quần thể nhỏ, biệt lập có thể mở rộng sau khi thời tiết đã làm sạch các loại rêu khác khỏi đá.